# Je ne suis pas un ange (manga)
 (août 2019).
Si vous disposez d'ouvrages ou d'articles de référence ou si vous connaissez des sites web de qualité traitant du thème abordé ici, merci de compléter l'article en donnant les références utiles à sa vérifiabilité et en les liant à la section « Notes et références ».
Je ne suis pas un ange (天使なんかじゃない, Tenshi nanka janai) est une série de shōjo manga de Ai Yazawa. Elle a été prépubliée dans le magazine Ribon de la Shueisha du mois de septembre 1991 au mois de novembre 1994, puis reliée en huit volumes, et enfin rééditée en quatre volumes.
Le manga est ensuite adapté en un OAV produit par Group TAC et réalisé par Hiroko Tokita sorti le 21 septembre 1994.
En France, le manga est publié aux éditions Akata/Delcourt dans sa version en quatre volumes.

## Histoire
Midori Saejima, qui fait partie de la première promotion des élèves du tout nouveau lycée école Hijiri (聖学園, hijiri gakuen), est amoureuse d'Akira Sudō. Poussée par ses compagnons de classe, elle se présente à l’élection du comité des élèves… et s’humilie devant l’ensemble du lycée, et surtout devant les yeux d'Akira. Malgré cela, elle est élue au poste de vice-présidente, Akira est élu président, ce qui va lui permettre d’essayer de mieux le connaître.
Parallèlement, elle devient amie avec l'une des secrétaires du comité, Mamiya (surnommée Mamirin), qui est amoureuse de Takigawa, le comptable, mais celui-ci a déjà une petite amie.

## Personnages

### Personnages principaux
Midori Saejima (冴島 翠, Saejima Midori)
Personnage principal du manga, cette jeune fille est toujours en forme et très émotive. Douée en dessin et seule membre du club d’art, elle met ses talents au service du comité des élèves pour promouvoir ses projets. Tombée amoureuse d’Akira au premier coup d’œil, elle est ravie qu’ils soient tous deux au comité. Ils finissent donc par sortir ensemble. Mais, elle est perturbée par la relation unissant Akira et Mlle Maki, allant jusqu’à rompre et sortir avec Ken, un ami du collège, mais finit par comprendre qu’elle ne peut sortir qu’avec Akira.
Fille unique, elle vit avec ses deux parents.
Après la première élection du comité, elle dessine un poster représentant ses cinq membres, elle-même étant un ange à culotte rouge à carreaux. Elle est donc logiquement surnommée « L'ange Saejima » par ses camarades, et Akira lui offira un pendentif en forme d’aile. Durant une crise relationnelle avec lui, elle se fera la réflexion « 天使なんかじゃない », « je ne suis pas un ange mais pour toi je le deviendrais », d'où est tiré le titre de l’œuvre.
Akira Sudō (須藤 晃, Sudō Akira)
Adolescent parfois difficile à comprendre, il vit seul. Sa mère l’a abandonné quand il avait six ans, et il refuse de la voir depuis. Il a une petite sœur qui s'appelle Hiroko. Son père est président d’un grand groupe industriel et vit à Yokohama. Akira ne reçoit cependant aucun argent autre que le financement de ses études, et pour se faire des économies il fait souvent des petits jobs. En violation du règlement de l’école il y vient en moto.
Hiroko Maki était la petite amie de son ancien professeur Masashi et quand il est parti pour Paris il l’a soutenue, car il éprouve des sentiments pour elle. Cependant il tombe amoureux de Midori, qu’il voudra rendre heureuse à tout prix.
Il ira chercher Masashi, d’abord à Paris puis en Inde, à la fois pour le ramener auprès de Maki-chan et pour vérifier ce qu’il soupçonnait sur leurs liens.
Il est surnommé Sudō-saure Jeu de mots entre son nom de famille et dinosaure.
Yūko Mamiya (麻宮 裕子, Mamiya Yūko)
Surnommée « Mamirin », elle est l’exemple type d’élève modèle. Sérieuse, apparaissant parfois coincée, elle est l'une des 2 secrétaires du comité des élèves.
Fille d’une famille riche, elle a du mal à ouvrir son cœur aux autres, et n’y arrivera que grâce à sa rencontre avec Midori qu’elle admire. Elle dira d’ailleurs, en réponse à une question de cette dernière sur ce qu'elle veut être dans le futur, « je veux devenir comme toi Midori ».
Elle est amoureuse depuis plusieurs années de Shūichi Takigawa, à qui elle a offert des chocolats à la Saint-Valentin quand elle était au collège, mais sans succès. Elle vit mal qu’il sorte avec Shino Harada, sans toutefois pouvoir lui reprocher.
Shūichi Takigawa (瀧川 秀, Takigawa Shūichi)
Surnommé « Takigawaman » par Midori, il est très populaire auprès des filles et comptable du comité des élèves. Il sort avec Shino depuis le collège. Il essaye de toujours être à la hauteur, mais n'y parvient pas toujours. Il se pose beaucoup de questions sur son couple et se rend compte qu'il n'est pas forcément heureux. :Il faisait déjà partie du comité des élèves du collège avec Mamiya.
Bunta Kōno (河野 文太, Kōno Bunta)
Secrétaire du comité des élèves, il contribue grandement à la bonne ambiance qui y règne. Plutôt corpulent, il fait partie du club de rugby. Il devient très ami avec Mako, la cousine de Shino.
Il était en classe avec Midori et Ken au collège, et connaît l’amour secret de ce dernier.
Hiroko Maki (牧 博子, Maki Hiroko)
Appelée Mlle Maki, elle est professeur d’art à l’école Hijiri, et très amie avec Midori qui est la seule élève de son cours en seconde.
Durant de nombreuses années, elle a été la petite amie du professeur particulier de Akira, Masashi. Elle souffre de l’absence de Masashi, tout en ne voulant pas abandonner son rêve d’être professeur pour le rejoindre. Un jour, revenu à Tokyo, il lui fait part de sa proposition de repartir avec lui. Elle finit donc par refuser. Ainsi, elle devint très proche d'Akira, lui aussi, souffrant de l'absence de Masashi.
Masashi Sakamoto (坂本 将志, Sakamoto Masashi)
Dessinateur, il est sorti durant plusieurs années avec Mlle Maki, pendant qu'il était le professeur particulier de Akira. C'est lui qui a présenté Hiroko Maki à Akira et ils ont partagé beaucoup de moments tous les trois, ce qui leur laissera des souvenirs impérissables.
Parti à Paris poursuivre son rêve, il ne revient que rarement au Japon. Il a fait un portrait de Midori lors de leur première rencontre, que celle-ci a accroché au-dessus de son lit. En vérité, c'est le demi-frère d'Akira.
Hiroko Shibata (柴田 広子, Shibata Hiroko)
Petite sœur d’Akira, elle vit avec leur mère qui s’est remariée, d’où la différence de nom d’avec son frère. Elle se prend d’affection pour Midori, mais déteste Mlle Maki.
Shino Harada (原田 志乃, Harada Shino)
Faisant partie de la deuxième promotion de l’école Hijiri, c'est une connaissance de Mamirin et la petite amie de Takigawa. Elle dit cependant régulièrement du mal de lui, et est assez capricieuse. Tout le monde la trouve très jolie. Elle se tourmente secrètement d’avoir joué un mauvais tour à Mamirin par jalousie et par peur.
Elle sera élue présidente du deuxième comité des élèves.
Ken Nakagawa (中川 ケン, Nakagawa Ken)
Ancien camarade de classe de Midori et de Bunta, il est chanteur dans un groupe d’amateurs. Il est le compositeur et interprète de la chanson « tenshi no hohoemi » (« le sourire de l’ange »), qui lui permettra d’être repéré par une société de production.
Il est secrètement amoureux de Midori, et c’est en pensant à elle qu’il a composé cette chanson.

### Autres personnages
Mako Taniguchi (谷口 マコ, Taniguchi Mako)Cousine de Shino et très amie avec elle, elle se présente au deuxième comité des élèves par amour pour Bunta, et y est élu comptable.
Shin'ichirō Enomoto (江ノ本 真一郎, Enomoto Shin'ichirō)Membre du deuxième comité des élèves, c'est un beau jeune homme, mais avec un mauvais caractère. Amoureux de Shino. Il est élu vice-président du deuxième comité. Surnommé Seven par Midori.
Minoru Jinnai (陣内 稔, Jinnai Minoru)Membre du deuxième comité des élèves. Akira est son idole.
Masao Suzuki (鈴木 正夫, Suzuki Masao)Membre du deuxième comité des élèves, c'est un élève apparemment sérieux mais parfois plaisantin.
Tonko (トン子)Amie de classe de Midori, elle s’inquiète régulièrement pour sa ligne.
Kayo (カヨ)Amie de classe de Midori, elle est fière de sa peau.
Shingo (シンゴ)Ami de classe de Midori, il est amoureux de Tonko.

## Liens à d’autres œuvres
À plusieurs reprises il est fait allusion au manga Marine blue no kaze ni dakarete, du même auteur, Haruka et Dauphin faisant même une apparition. Parallèlement, Midori et Akira font une apparition dans le manga Gokinjo, une vie de quartier (tout comme Mamirin). Tsutomu de ce manga est lui souvent confondu avec Ken, dont la chanson « tenshi no hohoemi » devenue un hit est plusieurs fois citée, et qui apparaît également.
Les personnages de Marmelade Boy, de Wataru Yoshizumi qui est ami de Ai Yazama, apparaissent également à la télévision.
Dans une scène du filme japonais Shall We Dance?, la jeune fille Chikage porte un t-shirt sur lequel est écrit « Je ne suis pas un ange ».

## Publication

### Édition japonaise
Version complète (« 完全版 »)
- Vol.1  (ISBN 4-08-782129-3)
- Vol.2  (ISBN 4-08-782130-7)
- Vol.3  (ISBN 4-08-782131-5)
- Vol.4  (ISBN 4-08-782132-3)

Version livre de poche (« コミックス »)
- Vol.1  (ISBN 4-08-853610-X)
- Vol.2  (ISBN 4-08-853628-2)
- Vol.3  (ISBN 4-08-853655-X)
- Vol.4  (ISBN 4-08-853680-0)
- Vol.5  (ISBN 4-08-853709-2)
- Vol.6  (ISBN 4-08-853738-6)
- Vol.7  (ISBN 4-08-853758-0)
- Vol.8  (ISBN 4-08-853785-8)

### Édition française
- Vol.1 : 11 avril 2007, 430 pages  (ISBN 978-2-84789-814-9)
- Vol.2 : 11 juillet 2007, 413 pages  (ISBN 978-2-84789-815-6)
- Vol.3 : 17 octobre 2007, 400 pages  (ISBN 978-2-7560-0543-0)
- Vol.4 : 16 janvier 2008, 400 pages  (ISBN 978-2-7560-0543-0) (BNF 43399815)